# Mutatorium Caesaris
Il Mutatorium Caesaris era una proprietà imperiale ubicata nella Regio I dell'antica Roma, ai piedi del Celio, appena fuori da Porta Capena, all'incirca di fronte alle Terme di Caracalla rispetto alla Via Appia.
Di essa non si conserva nulla.
Presumibilmente, era o un'area coperta o un piazzale, in cui i membri dell'amministrazione imperiale effettuavano il cambio di mezzo di trasporto (lettighe all'interno dell'Urbe, dove l'uso di mezzi a traino animale era vietato, e carri da viaggio al di fuori dei confini della città).
Il suo nome ricorda, infatti, le mutationes, dove lungo le grandi vie di comunicazione avveniva il cambio dei cavalli.
Un'altra ipotesi riguarda la possibilità che fosse l'edificio in cui l'imperatore si cambiava da toga a paludamentum secondo i rituali previsti quando lasciava la città per recarsi in guerra e viceversa al ritorno.

## Descrizione
Il Mutatorium Caesaris compare su un frammento della Forma Urbis marmorea di età severiana.
In esso con il termine mutatorium è indicata una serie di edifici posti a sinistra di una via avente andamento verticale (probabilmente la Via Appia), tra i quali ve ne è uno costituito da una sala colonnata, probabilmente destinata a stalla per i cavalli.